# Elena Cattaneo
Elena Cattaneo, OMRI (Milán, 22 de octubre de 1962) es una farmacóloga italiana y directora cofundadora del Centro de Investigación de Células Madre en la Universidad de Milán.Conocida por sus estudios sobre la enfermedad de Huntington. Desde 2013 ha sido senadora vitalicia en el Parlamento Italiano.

## Biografía
Elena Cattaneo tras licenciarse summa cum laude en farmacia en 1986 y se doctoró en biotecnología aplicada a la farmacología en la Universidad de Milán. Se mudó a Boston, Estados Unidos, donde se especializó en el Instituto Tecnológico de Massachusetts.Allí estudió la diferenciación de células madre neurales en el área del cerebro humano asociada con enfermedades degenerativas, bajo la supervisión del profesor Ronald McKay. Otro de sus mentores fue el profesor Anders Björklund de la Universidad de Lund. Además pasó una corta estancia con él en Suecia aprendiendo técnicas de injerto que pudieran ser usadas en células madre. Regresó a Italia, continuando su carrera académica en la Universidad de Milán, en 2001 se convirtió en profesora asociada y en 2003 fue profesora titular en la universidad ocupando distintas cátedras.

### Carrera científica
Directora del laboratorio de biología de células madre y farmacología de enfermedades neurodegenerativas del departamento de biociencias de la Universidad Estatal de Milán. El objetivo del laboratorio es el estudio de la enfermedad de Huntington con el objetivo de contribuir a la comprensión de los mecanismos patogénicos y al desarrollo de tratamientos farmacológicos, las estrategias génicas y celulares capaces de interferir con el gen mutado y la patología.También es cofundadora y directora del Centro Interdepartamental para la Investigación de Células Madre de la Universidad de Milán ( UniStem ).A través del laboratorio de Biología, también fue coordinadora de la red de investigación NeuroStemcell  y aún coordina el proyecto Neurostemcellrepair.Finalmente, es la coordinadora de una red italiana para el estudio de las células madre en la enfermedad de Huntington financiada por el Ministerio de Educación, Universidad e Investigación.
Su actividad está orientada principalmente a la investigación de enfermedades neurodegenerativas y, en concreto, de la enfermedad de Huntington. Entre los estudios realizados, demostró que el gen Huntington en su versión no mutada es importante para la supervivencia de las neuronas afectadas por la enfermedad  y surge de una larga historia evolutiva.  A agosto de 2013, existen más de 100 publicaciones científicas a su nombre indexadas en revistas especializadas, como Science , Nature , Nature Genetics , Nature Neuroscience , Journal of Neuroscience , Journal of Biological Chemistry . 
Partidaria de la capacidad de la ciencia para fortalecer las sociedades que la inspiran, ayudando a crecer la democracia y de la necesidad de defender y mantener su libertad, se opuso a la ley 40/2004 que regula la procreación asistida  y, posteriormente, estuvo entre los firmantes de una carta abierta al Ministerio de Sanidad en la que invitaba al Gobierno a no "autorizar terapias inadecuadas, practicadas al margen tanto de las directrices habituales sobre terapias validadas como de los ensayos clínicos formales", en referencia a la polémica sobre el llamado "método Stamina". 

### Actividades en el Senado

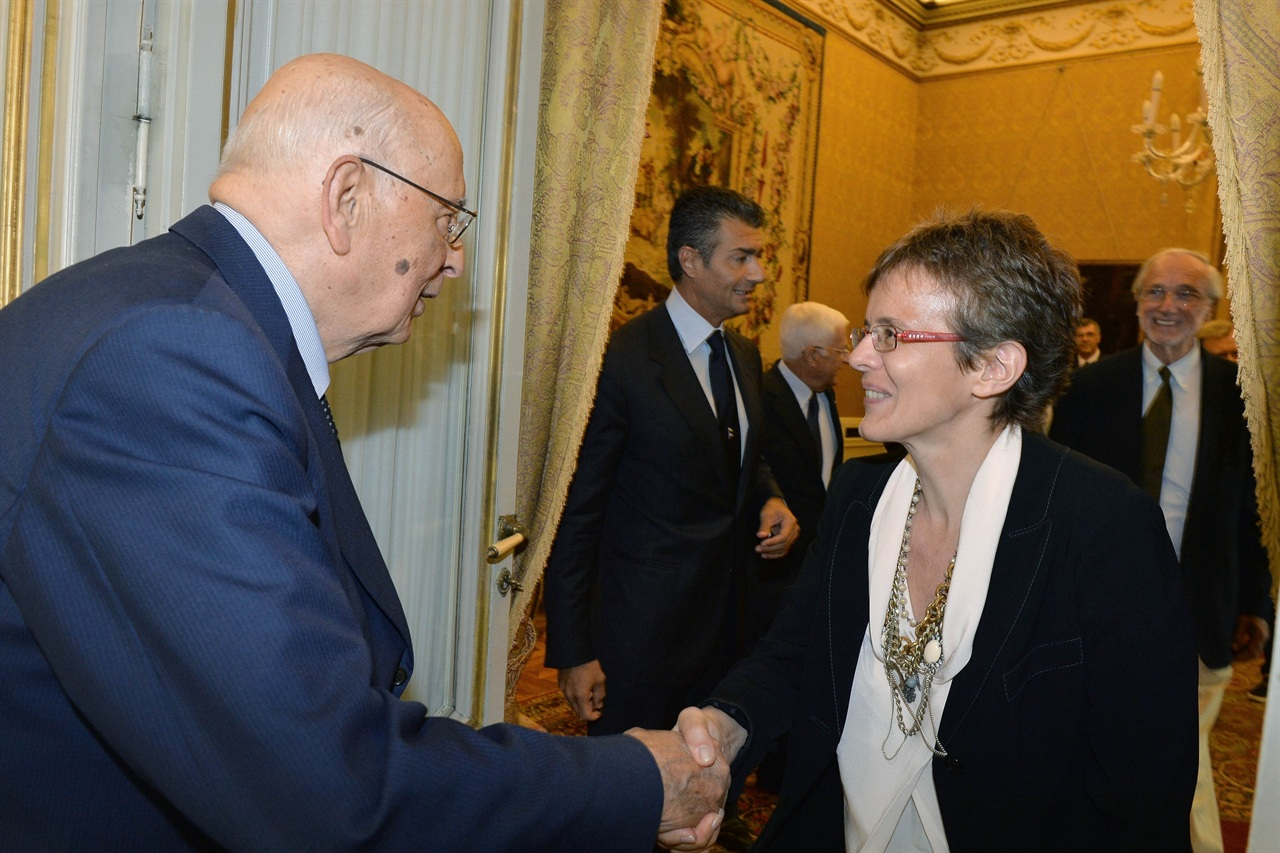
El expresidente Napolitano y la senadora Cattaneo

Elena Cattaneo fue nombrada senadora vitalicia en el Senado de Italia, la más joven en la historia italiana, por el entonces presidente Giorgio Napolitano el 30 de agosto de 2013, junto con Claudio Abbado, Renzo Piano y Carlo Rubbia. Su nombramiento fue un reconocimiento a su trayectoria profesional como científica.
Desde su cargo se ha opuesto con firmeza a las compañías que ofrecen remedios de células madre,sobre todo a las realizadas por la Fundación Stamina cuyas terapias se consideraron engañosas por la comunidad científica.
En 2012 la Agencia italiana de Medicamentos declaró como inseguros los métodos de Stamina, sin embargo, la fundación apeló y las cortes cedieron a sus pretensiones por razones humanitarias tras más  de 450 apelaciones que solicitaban recibir la «panacea» de células madre. No fue hasta agosto de 2014 que una corte en Turín demandó que no solo Stamina debería detenerse sino que su equipo debería también ser confiscado. Esto fue posible debido al apoyo de Cattaneo.
Entre 2015 y 2016, reconociendo la importancia del objetivo establecido por el proyecto Human Technopole, expresó diversas críticas sobre los métodos y procedimientos adoptados por el Gobierno Renzi en relación con su implementación, en particular sobre la inadecuación de asignar arbitraria y discrecionalmente un fundación de derecho privado, el Instituto Italiano de Tecnología , la concepción, la planificación ejecutiva y la financiación correspondiente sin ninguna licitación competitiva. La posición del senador fue apoyada posteriormente por el presidente emérito de la República Giorgio Napolitano,por la Conferencia de Rectores de Universidad de Italia y por la Accademia Nazionale dei Lincei. En septiembre de 2016, el Gobierno reconoció las críticas e impuso correcciones en la gobernanza y la estructura del proyecto, estableciendo un Comité de Coordinación presidido por el ex rector de la Universidad de Bérgamo, Stefano Paleari.
También contribuyó a modificar la ley sobre la vacunación obligatoria en Italia, previendo la participación de la Agencia Italiana de Medicamentos en caso de disputas relativas a vacunas o medicamentos en prueba, con el objetivo de garantizar que los jueces, en tales asuntos, Aporte técnico-científico de la autoridad sanitaria competente. 
En junio de 2018, en la discusión de confianza en el Senado del Gobierno de Conte I , se abstuvo en el voto de confianza. En enero de 2021, en el debate de confianza en el Senado del Gobierno de Conte II , tras la crisis provocada por Italia Viva, votó sí.Cattaneo ha obtenido también la Medaglia teresiana por la Universidad de Pavía, en 2013. En 2015, Nature dedicó una editorial para alabar el trabajo que habían hecho Cattaneo y sus partidarios.

#### Publicaciones
- Cattaneo, Elena (2016). Dolor un verso después. Colección Literaria. ISBN 978-8898224555.
- Cattaneo, Elena (2016). Todos los días: entre ciencia y política. Mondadori. ISBN 9788852076374.
- Fragmentos éticos: ciencia de la economía política. Franco Angeli. 2018. ISBN 978-8891769244.
- Armados de ciencia. Raffaello Cortina. 2021. ISBN 978-88-3285-317-9.

## Premios y reconocimientos
- En 2019 fue nombrada Miembro Nacional de la Academia de Ciencias de Turín (correspondiente desde 2012).
- En el verano de 2013 fue nombrada miembro de EMBO y de la Accademia Nazionale dei Lincei .

- El 30 de agosto de 2013 fue nombrada senadora vitalicia junto con Claudio Abbado, Renzo Piano y Carlo Rubbia. Es la senadora vitalicia más joven nombrada en la historia de la República, así como la tercera mujer en ocupar el cargo, después de Camilla Ravera y Rita Levi-Montalcini.
- En 2008 , 2009 y 2012 respectivamente, participó en los Comités de la ISSCR sobre Traducción Clínica de Investigación con Células Madre , Terapias con Células Madre No Probadas e Iniciativa Educativa Legislativa.
- En 2007 fue miembro del comité nacional para la selección del presidente de la CNR.
- Desde 2006 forma parte de la Alianza Europea Dana para el Cerebro y en 2007 fue Vicepresidente del Comité Nacional de Bioética (dimitiendo al año siguiente).

- Desde 2006 es Oficial de la Orden del Mérito de la República Italiana.[26]
- De 2002 a 2006 participó como miembro de la Delegación Italiana de Genómica y Biotecnología ante la Comunidad Europea.
- En 2000 se convirtió en miembro del Senado de la Universidad de Milán.